# Trifon Ivanov
Trifon Marinov Ivanov, (bulgariska Трифон Маринов Иванов) född 27 juli 1965 i Veliko Tărnovo, död 13 februari 2016 i Samovodene i regionen Veliko Tărnovo, var en bulgarisk professionell fotbollsspelare (försvarare) som spelade 76 matcher för det bulgariska landslaget mellan 1988 och 1998 samt deltog i två VM-turneringar (VM 1994 och VM 1998) och en EM-turnering (EM 1996). 1996 blev han utsedd till Bulgariens bästa fotbollsspelare.
Han representerade klubbarna FC Etar, CSKA Sofia, Betis, Neuchâtel Xamax, Rapid Wien, Austria Wien och Floridsdorfer AC.
Ivanov avled den 13 februari 2016 av en hjärtinfarkt.